# Mangere Island
Mangere Island is onderdeel van de eilandengroep Chathameilanden in het zuidwesten van de Grote Oceaan. Deze archipel ligt 800 km oostelijk van Nieuw-Zeeland waartoe het bestuurlijk behoort. Het eiland ligt in het zuidelijk deel van de archipel, ten westen van Pitt Island. Het eiland heeft een oppervlakte van 113 ha. Dit eiland en het nabijgelegen eilandje Little Mangere zijn de geërodeerde resten van een uitgedoofde vulkaan uit het Plioceen. Het hoogste punt is Whakapa (292 m).

## Beschrijving
Het eiland was tot in de jaren 1890 bebost, maar werd daarna grotendeels ontbost en gebruikt voor beweiding met schapen. Ook werden er konijnen en katten geïntroduceerd. Tot 1966 werd er landbouw bedreven, daarna werd het een natuurreservaat dat wordt beheerd door het Department of Conservation (DOC). In 1968 werd begonnen met het verwijderen van de uitheemse zoogdieren zoals schapen, konijnen en katten. Op het eiland kon de oorspronkelijke vegetatie zich herstellen, mede dankzij actief beheer waarbij jaarlijks duizenden speciaal gekweekte planten met de hand worden uitgepoot en verzorgd. Op deze manier werd het leefgebied hersteld van een aantal inheemse vogelsoorten. Het eiland was rijk aan broedende zeevogels voor de mens er ging boeren. Sinds het eiland natuurgebied is broeden er weer massaal diverse soorten stormvogels  waaronder de chathamstormvogel evenals de chathamscholekster.
De Nieuw-Zeelandse plevier, chathamsnip en de Chatham Island-vliegenvanger zijn er met succes gereïntroduceerd. De eilanden zijn alleen toegankelijk met speciale toestemming van het DOC, meestal verband houdend met beheersactiviteiten.